# Irena Pomorska

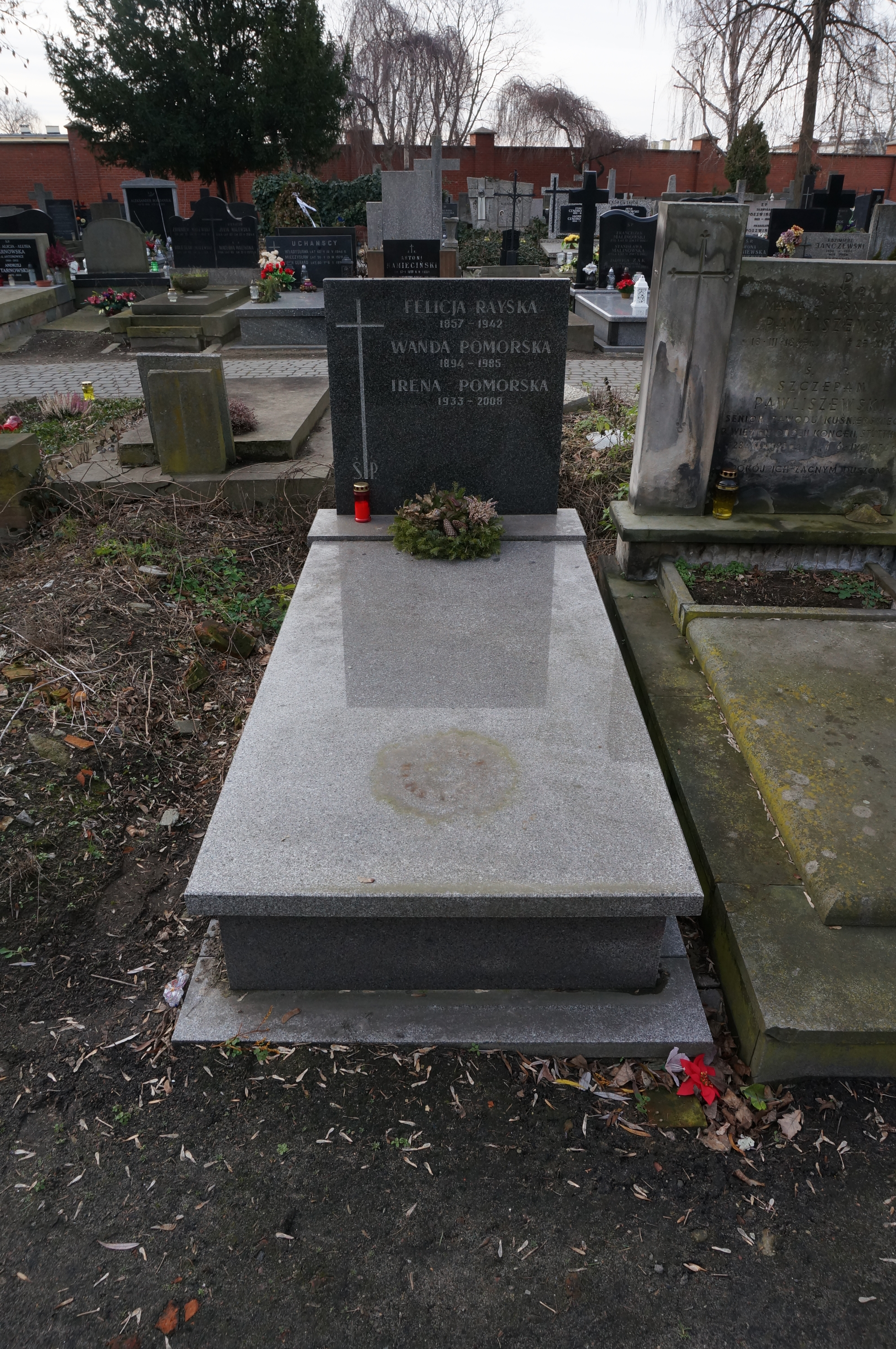
Grób Ireny Pomorskiej na cmentarzu Powązkowskim

Irena Pomorska (ur. 10 września 1933, zm. 9 stycznia 2008) – polski egiptolog, archeolog, uczestniczka badań wykopaliskowych w Tell Atrib, Aleksandrii, Dolinie Królów i Deir el-Bahari. Pracownik Centrum Archeologii Śródziemnomorskiej i Zakładu Egiptologii UW. Członkini International Associacion of Egyptologists, Zarządu Głównego Polskiego Towarzystwa Miłośników Kaktusów oraz opiekun Banku Nasion PTMK.
Studia rozpoczęła w Wyższej Szkole Sztuk Plastycznych we Wrocławiu, a następnie na Akademii Sztuk Pięknych w Warszawie. Przeniosła się później na Uniwersytet Warszawski, gdzie studiowała na wydziale historycznym. Tytuł magistra archeologii śródziemnomorskiej uzyskała pod kierunkiem prof. Kazimierza Michałowskiego w 1956 roku. Od 1954 studiowała egiptologię w Instytucie Orientalistycznym UW pod kierunkiem Tadeusza Andrzejewskiego. Od 1957 roku pracowała jako specjalista w dziedzinach historii i archeologii starożytnego Egiptu oraz języka egipskiego i literatury w Zakładzie Filologii Wschodu Starożytnego, Egiptologii i Hebraistyki w Instytucie Orientalistycznym Uniwersytetu Warszawskiego.
W 1969 roku przebywała na stypendium w Uniwersytecie Karola w Pradze.
W 1979 obroniła pracę doktorską na Wydziale Neofilologii Uniwersytetu Warszawskiego i otrzymała stopień doktora nauk humanistycznych.
Opracowywała hasła artykułowe (Egiptu Starożytnego historia, Egipskie pismo, Egipski język) do Wielkiej Encyklopedii Powszechnej.
Odznaczona Złotym Krzyżem Zasługi, pięciokrotna laureatka nagrody rektora Uniwersytetu Warszawskiego.
Pochowana 16 stycznia 2008 r. na Starych Powązkach w Warszawie kwatera 146a rząd 5 grób 26.